# 呉巨敦
呉 巨敦（オ・ゴドン、朝鮮語: 오거돈、1948年10月28日-）は、大韓民国の政治家。元海洋水産部長官。釜山広域市の市長を2018年7月1日より2020年4月23日まで務め、文在寅の片腕と目される存在であったが、セクハラで告発され、任期途中で辞任した。

## 概説
保守層の地盤であるPK地域の釜山市長選に3度挑戦して落選し続けた。2018年、4度目の市長選挑戦で95年に統一地方選が始まって以降、初の左派系市長として政権交代を実現した。
2016年、釜山日本領事館前に市民団体の手により慰安像が設置。市議会は保護条例を可決する一方、市当局は道路法に違反した存在であるとして対立を招く存在となっていた。2019年1月、市議会は改めて保護条例を制定。就任以来、市長として慰安婦の設置の是非に無言及であった呉巨敦であるが、2019年3月1日、三・一独立運動100周年記念式典では、慰安婦像は市が守ると明言したが、後に矛盾したセクハラが判明し、批判を受けた。2016年2月から2017年3月まで第8代東明大学校総長に就任。
2019年7月1日、日本が安全保障のために貿易ルール（キャッチオール規制など）の運用を見直しを行ったことにより、日韓関係が急激に冷却化した。同月23日、呉巨敦は、これを受けて市が関与する日韓交流行事などを見直す考えを表明。自治体間の交流を断ち始めた。
2019年8月、法相就任が濃厚になっていた曹国の娘が受けていた奨学金について、不正受給であったとする疑惑が浮上。同月29日、奨学金担当者の決定に呉巨敦が関与した疑いがあるとして、検察当局は釜山市長室の家宅捜査を行った。呉巨敦は、捜査に対し担当者は公正に任命されたとして反論を行った。
2020年4月23日、釜山市庁に勤務する女性公務員に警察による捜査によると、呉前市長は「SNS（会員制交流サイト）アカウントのパスワードが変更され、ログインできない」と偽って被害者を自らの執務室に呼んで、身体を触るセクハラ行為を行っていた事実を認め、任期途中で市長職を辞任した。被害女性は2020年4月初め、釜山市の関係者に被害の実態を伝え、4月中旬の時点で呉市長に辞任を要求していた。これに対して呉市長は辞任の約束について公証まで行っていた。これを受け、同月27日に共に民主党は呉を除名処分とすることを決めた。
釜山市長職を辞任した以後、オ・ゴドンの上記性不正事件に関する捜査を受け持っていた釜山警察庁は管轄裁判所に彼に対する拘束令状を請求したが、証拠隠滅の恐れがなく住居が一定だという理由で拘束捜査の理由が認められるとは見られないという判事の判断で拒否された. 以降, 2021年1月28日、釜山地検は、女性職員2人にわいせつ行為を繰り返したとして、呉を強制わいせつ致傷などの罪で在宅起訴した。
同年6月29日、釜山地裁刑事裁判部は、強制わいせつ罪などの罪で呉に懲役3年の実刑および併科される保安処分で、性暴力治療プログラムの40時間履修と児童青少年施設および障害者福祉施設5年間の就職制限命令の執行を宣告した。在宅起訴の状態で自宅で法廷を行き来しながら裁判を受けていた呉は、1審裁判所の実刑判決の宣告として判決裁判官の拘束命令により釜山刑務所に拘禁され、1審裁判所の実刑判決に従わず上級審に控訴したが、被告人の控訴理由を受け入れられないという理由で控訴棄却決定を受け、2022年2月22日原審判決の懲役刑などが確定し受刑者の身分となった。法定拘束日の2021年6月29日を起算点とし、満期出所の予定日は2024年6月28日となる。
上記事件により、上記セクハラ被害者は呉巨敦に民事訴訟を提起し、裁判の結果、被害者に対する賠償責任が認められ、2023年9月13日釜山地方裁判所民事合意部で呉に被害者に対し500万円の損害賠償をせよという判決を宣告した。